# Walter Comyn
Walter Comyn (mort en octobre ou novembre 1258), seigneur de Badenoch et comte de Menteith, est un important baron écossais.

## Biographie
Walter Comyn est le second fils connu de William Comyn († 1233), comte de Buchan (jure uxoris) et Justiciar d'Écosse (v. 1205-v.1233). Il appartient au clan Comyn, une famille noble écossaise d'origine normande. Sa mère Marjory est la fille de Fergus, le mormaer de Buchan.
Walter Comyn fait sa première apparition dans les chartes royales dès les années 1211-1214. En 1221, il accompagne le roi Alexandre II d'Écosse lors de sa visite à York, où ce dernier va épouser Jeanne, sœur du roi anglais Henri III. Vers 1230, le roi lui confère l'importante seigneurie de Badenoch (incluant Lochaber) en récompense de la victoire de son père sur les Meic Uilleim (1229-1230). Quelques années plus tard en 1234, il devient aussi comte de Menteith de jure uxoris du fait de son mariage avec Isabelle, fille du mormaer Muireadheach II. En revanche, il n'obtient pas gain de cause dans l'héritage du comté d'Atholl : la garde du comté et de son jeune titulaire Patrick est attribuée en 1231 à son rival Alan Durward.
À la mort d'Alexandre II en 1249, Walter Comyn s'oppose à Alan Durward au sujet de la régence du nouveau roi Alexandre III, encore mineur. Leur rivalité domine les premières années du règne du jeune roi et persiste jusqu'à la mort de Comyn, fin octobre ou début novembre 1258.
Walter Comyn et Isabelle n'ont pas d'enfants mâles leur survivant. Isabelle reste comtesse de Mentieth jusqu'en 1260, quand Walter Balloch Stuart, le mari de sa sœur ou de sa cousine Marie, devient comte. La seigneurie de Badenoch revient à un neveu de Walter, John Ier, le fils de son frère Richard.